# (11425) Wearydunlop
(11425) Wearydunlop (1999 MF) – planetoida z grupy pasa głównego asteroid okrążająca Słońce w ciągu 3,65 lat w średniej odległości 2,37 j.a. Odkryta 18 czerwca 1999 roku.